# الترجي الرياضي التونسي (كرة طائرة)
الترجي الرياضي التونسي للكرة الطائرة (بالفرنسية: Espérance sportive de Tunis (volley-ball))‏، هو إحدى فروع الفريق التونسي والذي يتنافس ضمن القسم الوطني الأول من البطولة التونسية للكرة الطائرة إضافة إلى تمثيل تونس في المنافسات القارية والدولية.

## سجل ألقاب النادي للكرة الطائرة
فريق الرجال :
فاز الترجي الرياضي خمسة عشرة مرة بثنائي البطولة والكأس، وتتوزع الألقاب التي حصل عليها فريق الكرة الطائرة كما يلي :
- البطولة التونسية  ★★ (24) :

1964، 1965، 1966، 1967، 1968، 1969، 1976، 1978، 1993، 1996، 1997، 1998، 1999، 2007، 2008، 2015، 2016، 2018، 2019، 2020، 2021، 2022، 2023، 2024.
♦ الدور النهائي  (9) : 1979، 1985، 1994، 1995، 2000، 2006، 2010، 2011، 2014.
♦ المرتبة الثالثة  (3) : 1963، 2001، 2012.
- كأس تونس  ★★ (21) :

1964، 1965، 1966، 1967، 1980، 1993، 1994، 1996، 1997، 1999، 2000، 2007، 2010، 2014، 2017، 2018، 2019، 2020، 2021، 2022، 2023.
♦ الدور النهائي  (10) : 1968، 1969، 1975، 1979، 1998، 2009، 2012، 2013، 2015، 2016.
- كأس السوبر التونسي  (8) : 2008، 2009، 2018، 2019، 2020، 2021، 2022، 2023.

الألقاب الخارجية
- البطولة الإفريقية للأندية البطلة  (5) : 1994، 1998، 2000، 2014، 2021.

♦ الدور النهائي  (5) : 1999، 2013، 2015، 2016، 2022.
- كأس أفريقيا للأندية الفائزة بالكؤوس  (0) :

♦ الدور النهائي  (1) : 1994.
- البطولة العربية للأندية البطلة  (2) : 2007، 2014.

♦ الدور النهائي  (5) : 1978، 1992، 2008، 2018، 2019.
♦ المرتبة الثالثة  (1) : 1996.
فريق السيدات :
- البطولة التونسية للسيدات  (5) : 1964، 1965، 1968، 1969، 1970.

- كأس تونس للسيدات  (2) : 1969، 1975.

♦ الدور النهائي  (11) : 1965، 1967، 1968، 1971، 1984، 1986، 1987، 1988، 1990، 1991، 1992.
- البطولة التونسية للسيدات الدرجة الثانية  (1) : 2022.

## تشكيلة الفريق 2023-2024
- 1 نبيل الميلادي
- 2 أحمد القاضي
- 3 خالد بن سليمان
- 4 محمد بن يوسف
- 6 محمد علي بن عثمان
- 7 حمزة نقة
- 8 إلياس القرامصلي
- 9 أمان الله الهميسي
- 11 إسماعيل معلا
- 12 مهدي بن الشيخ
- 13 سليم المباركي
- 17 أيمن القروي
- المدرب :  هشام الكعبي

## أبرز اللاعبين
- غازي قدارة
- محمد البغدادي
- عاطف الوكيل
- طارق العوني
- خالد بالعيد

- أليكساندر سوروكوليتوف
- ديفيد زولتان
- فرايدي أباسين

## وصلات خارجية
- الترجي الرياضي التونسي
- الموقع الرسمي للترجي الرياضي التونسي.